# Bernhard Smith
Pour les articles homonymes, voir Smith.
Bernhard Smith, né en 1820 à Greenwich à Londres et mort le 7 octobre 1885 dans l'État de Victoria en Australie, est un sculpteur et peintre britannique.

## Biographie
Bernhard Smith naît en 1820 à Greenwich à Londres. Il rejoint l'Antique School de la Royal Academy of Arts en 1840 et s'inscrit la même année à l'Ecole des Beaux-Arts de Paris. Sa première sculpture notable, en 1838, est un mémorial à sa sœur.
Entre 1843 et 1850, il partage un atelier à Londres avec Thomas Woolner.
En 1851, il expose dix-neuf œuvres à la Royal Academy, dont une peinture à l'huile, Puck, qui inspire la statuette de T. Woolner. 
Membre de la confrérie préraphaélite, il émigre dans l'État du Victoria en 1852 avec T. Woolner et Edward La Trobe Baterman.
Âgé de 64 ans, il meurt d'une pneumonie à Alexandra le 7 octobre 1885 après avoir tenté de sauver deux enfants d'un ruisseau en crue. Inhumé dans le cimetière d'Alexandra, il laisse derrière lui sa femme, trois de leurs quatre fils et quatre de leurs cinq filles.

## Œuvres
La National Portrait Gallery, à Londres, conserve de lui les médaillons en plâtre de Sir James Clark Ross
et de Sir John Richardson.